# Liste der Kulturdenkmale in Weißwasser/Oberlausitz

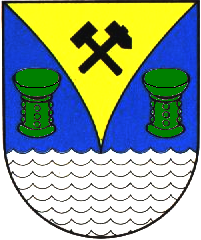
Wappen von Weißwasser

In der Liste der Kulturdenkmale in Weißwasser sind die Kulturdenkmale der sächsischen Stadt Weißwasser verzeichnet, die bis September 2024 vom Landesamt für Denkmalpflege Sachsen erfasst wurden (ohne archäologische Kulturdenkmale). Die Anmerkungen sind zu beachten. In der Liste von Denkmalen und Kunstwerken in Weißwasser sind weitere Denkmale und Kunstwerke der Stadt aufgeführt.
Diese Aufzählung ist eine Teilmenge der Liste der Kulturdenkmale im Landkreis Görlitz.

## Liste der Kulturdenkmale in Weißwasser
| Bild                                    | Bezeichnung | Lage                                                   | Datierung | Beschreibung | ID       |
| --------------------------------------- | --- | ------------------------------------------------------ | --- | --- | -------- |
| Weitere Bilder                          | Waldeisenbahn Muskau (Sachgesamtheit) | (Karte)                                                | Ab 1895, Inbetriebnahme um 1900 | Sachgesamtheit Waldeisenbahn Muskau, mit folgenden Einzeldenkmalen: historischer Gleiskörper einschließlich Zubehör (wenn vorhanden) sowie eine Reihe von beweglichen Kulturdenkmalen (Fahrzeuge wie Lokomotiven, Kohlewagen und weitere Waggons), siehe Einzeldenkmal 09303053, weiterhin Eisenbahnstrecke mit historischer Trasse als Sachgesamtheitsteil und folgenden weiteren Sachgesamtheitsbestandteilen: Trebendorf, Ortsteil Trebendorf (09303051), Bad Muskau, Ortsteil Bad Muskau (09303052), Gablenz, Ortsteil Gablenz (09303187) und Ortsteil Kromlau (09303139) sowie Krauschwitz, Ortsteil Krauschwitz (09303188); eisenbahngeschichtlich und ortsgeschichtlich von Bedeutung | 08975856 |
| Weitere Bilder                          | Historischer Gleiskörper einschließlich Zubehör (wenn vorhanden) sowie eine Reihe von beweglichen Kulturdenkmalen (Einzeldenkmale zu ID-Nr. 08975856) | (Karte)                                                | Ab 1895, Inbetriebnahme um 1900; 1938 (Dampflok Hilax)                                                                                     | Einzeldenkmale der Sachgesamtheit Waldeisenbahn Muskau; eisenbahngeschichtlich und ortsgeschichtlich von Bedeutung | 09303053 |
|                                         | Wohnhaus in geschlossener Bebauung | Alexanderstraße 1 (Karte)                              | Um 1910 | Anspruchsvolle Architektur im Stil der Heimatschutzbewegung, baugeschichtlich von Bedeutung | 08975830 |
| Weitere Bilder                          | Wohnhaus, nach links in geschlossener Bebauung | Alexanderstraße 2, 2a (Karte)                          | Um 1906 | Stattliches Haus mit städtebaulicher Ausstrahlung, baugeschichtlich von Bedeutung | 08975831 |
|                                         | Wohnhaus in geschlossener Bebauung und Ecklage | Alexanderstraße 3 (Karte)                              | Bezeichnet mit 1911 | Markantes Gebäude, Eckturm mit Fachwerk, baugeschichtlich und straßenbildprägend von Bedeutung | 08975048 |
| Weitere Bilder                          | Wohnhaus in geschlossener Bebauung und Ecklage | Alexanderstraße 4 (Karte)                              | Um 1910 | Anspruchsvolle sachliche Gestaltung mit Giebeln und Balkons, baugeschichtlich und straßenbildprägend von Bedeutung | 08975138 |
| Direkt Bild zu diesem Denkmal hochladen | Wohnhaus eines Gehöftes | An der Philippine 38A (Karte)                          | Um 1800 | Seltenheitswert, baugeschichtlich und sozialgeschichtlich von Bedeutung | 08975005 |
|                                         | Schulbau (Pestalozzischule, frühere Evangelische Gemeindeschule) | August-Bebel-Straße 2 (Karte)                          | Bezeichnet mit 1912 | Bestehend aus mehreren stattlichen Baukörpern, historisierende Gestaltung im Stile der deutschen Neurenaissance, Mittelbau mit Uhrturm, baugeschichtlich und ortsgeschichtlich von Bedeutung | 08975006 |
| Direkt Bild zu diesem Denkmal hochladen | Wohnhaus in offener Bebauung | August-Bebel-Straße 18 (Karte)                         | Um 1912 | Mit historisierenden Anklängen, baugeschichtlich von Bedeutung | 08975007 |
| Direkt Bild zu diesem Denkmal hochladen | Forsthaus in offener Bebauung | August-Bebel-Straße 49 (Karte)                         | Um 1908 | Historisierende Gestaltung, baugeschichtlich und ortsgeschichtlich von Bedeutung | 08975008 |
|                                         | Verkaufspavillon | Bahnhofstraße 1 (Karte)                                | 1920er Jahre | Baugeschichtlich von Bedeutung | 08975179 |
| Direkt Bild zu diesem Denkmal hochladen | Wohnhaus in halboffener Bebauung | Bahnhofstraße 5 (Karte)                                | 1930er Jahre | Mit Laden, baugeschichtlich von Bedeutung | 08975009 |
| Direkt Bild zu diesem Denkmal hochladen | Wohnhaus mit Anbau, in offener Bebauung | Bahnhofstraße 8 (Karte)                                | Um 1890 | Baugeschichtlich von Bedeutung | 08975178 |
|                                         | Sparkassengebäude in halboffener Bebauung | Bahnhofstraße 12 (Karte)                               | 1930er Jahre | Anspruchsvolle Architektur der 1930er Jahre, baugeschichtlich und städtebaulich von Bedeutung | 08975177 |
|                                         | Wohnhaus, vorgesehen für geschlossene Bebauung | Bahnhofstraße 14 (Karte)                               | Um 1905 | Baugeschichtlich und städtebaulich von Bedeutung | 08975176 |
| Weitere Bilder                          | Bahnhof mit Empfangsgebäude (sowie ehemals Güterschuppen auf der anderen Seite der Gleise mit Rampe und Granitpflaster, Signalanlagen (noch mit Seilzug), zwei Wasserkräne, zwei Stellwerke und ein Ringlokschuppen mit zugehörigen Gleisanlagen, vorgelagerter Drehscheibe, Resten einer Bekohlungsanlage, eines Wasserkrans sowie einer Entschlackungsanlage)                        | Bahnhofstraße 19 (Karte)                               | 1869 (Personenbahnhof); letztes Drittel 19. Jahrhundert (Lokschuppen); um 1905 (Stellwerk); 1914 (Drehscheibe); in den 1920ern (Stellwerk) | Bahnstrecke Berlin–Görlitz (Streckennummer 6142), baugeschichtlich, stadt- und industriegeschichtlich sowie eisenbahn- und technikgeschichtlich von Bedeutung; alle Denkmale bis auf das Empfangsgebäude abgerissen | 08975010 |
| Weitere Bilder                          | Postgebäude in offener Bebauung | Bahnhofstraße 26 (Karte)                               | Um 1890 | Anspruchsvoll gestaltet, zusammen mit Bahnhof und Wasserturm ortsbildprägend von Bedeutung | 08975011 |
| Direkt Bild zu diesem Denkmal hochladen | Wohnhaus in offener Bebauung | Bahnhofstraße 28 (Karte)                               | Um 1900 | Gelber Backstein, regional typische Architektur, baugeschichtlich von Bedeutung | 08975854 |
| Weitere Bilder                          | Wasserturm | Bahnhofstraße 30 (Karte)                               | Um 1875 | Der heute als Café genutzte Wasserturm wurde ursprünglich für die Wasserversorgung der Dampflokomotiven im Bahnhof Weißwasser an der seit 1867 eröffneten Bahnstrecke Berlin-Görlitz errichtet. Die Kanten des oktogonalen, zweigeschossigen Klinkerbaus sind durch sich geschossweise verjüngende Strebepfeiler betont, schlichte Segmentbogenfenster beleuchten das Turminnere. An der Übergangszone zwischen Turmschaft und Turmkopf akzentuieren gestaffelte Bandgesimse den ansonsten sehr schlichten Funktionsbau. Das Behältergeschoss war bauzeitlich in Fachwerkbauweise ausgeführt, mit der Umnutzung wurde der stählerne Wasserbehälter (Hängebodenbehälter) entfernt und das Obergeschoss massiv in gelbem Klinkermauerwerk ergänzt. Ein flaches Zeltdach schließt den Turm ab. Straßenseitig ist der Wasserstandsanzeiger erhalten. Als ehemaliger Bestandteil des Bahnhofs Weißwasser ist der Wasserturm sowohl eisenbahngeschichtlich als auch technikgeschichtlich von Bedeutung. Darüber hinaus prägt der architektonisch wohl proportionierte Zweckbau das Stadtbild Weißwassers. | 08975012 |
| Direkt Bild zu diesem Denkmal hochladen | Zwei Mehrfamilienhäuser in offener Bebauung | Bärenstraße 1, 2 (Karte)                               | Um 1930 | Sozialer Wohnungsbau, baugeschichtlich und sozialgeschichtlich von Bedeutung, zweigeschossig mit Mansarddach | 08975126 |
| Weitere Bilder                          | Wasserturm | Bautzener Straße (Karte)                               | 1908–1910 | Zusammen mit einem Wasserwerk wurde zwischen 1908 und 1910 der erste Wasserturm Weißwassers für die Trink- und Brauchwasserversorgung der Stadt errichtet. Sein 200 m³ fassender, stählerner Wasserbehälter konnte bereits 20 Jahre später den gestiegenen Wasserbedarf der wachsenden Stadt nicht mehr stillen, sodass ab 1930 ein größerer Wasserturm errichtet werden musste. Statt den alten, runden Ziegelturm abzureißen und zu ersetzen, fügte man den größeren Turm als zehneckiges Stahlbetonfachwerkgerüst um ihn herum. Auch der genietete Wasserbehälter blieb erhalten und wurde durch einen zylindrischen, flachen Stahlbetonbehälter (Fassungsvermögen 1000 m³) umbaut. Der 36 m hohe Turm besticht durch seine klare Formensprache im Stil der Neuen Sachlichkeit. Schmale vertikale Fensterbänder gliedern die zehn Seiten des mit Ziegeln verkleideten Stahlbetonskelettbaus, den oberen Abschluss markiert ein umlaufendes Fensterband. Das flache Zeltdach hat lediglich konstruktive Funktion, tritt aber optisch nicht in Erscheinung. Seit 1995 ist der Wasserturm nicht mehr in Betrieb, spielt jedoch als Wahrzeichen der Stadt eine bedeutende Rolle. Durch die Integration des Altbaus in den neuen Wasserturm veranschaulicht dieses technische Denkmal die Entwicklung der Wasserversorgung in Weißwasser. Der Wasserturm ist somit von technik- und stadtgeschichtlicher Bedeutung. Zugleich kommt ihm durch seine qualitätvolle, zeittypische Gestaltung in stadtbildprägender Lage eine baugeschichtliche Bedeutung zu. | 08975024 |
|                                         | Schillerbank | Bautzener Straße (Karte)                               | 1905 | Künstlerisch gestaltet (Schöpfer Fink) zur Erinnerung an den 100. Todestag von Friedrich Schiller, von liberalen Kräften in der Stadt gestiftet und am 9. Mai 1905 an der Hauptstraße der Stadt an der Einmündung der Schillerstraße aufgestellt, geschichtlich von Bedeutung. 2005 vom Chemnitzer Bildhauer Beier saniert. Für die Gestaltung des Platzes und der Bank wurden 7000 € aus Fördermitteln ausgegeben. | 08975833 |
| Direkt Bild zu diesem Denkmal hochladen | Villa | Bautzener Straße 35 (Karte)                            | Laut mündlichem Hinweis um 1925 | Holzhaus im Heimatstil, möglicherweise Christoph & Unmack aus Niesky, baugeschichtlich von Bedeutung | 08975013 |
| Direkt Bild zu diesem Denkmal hochladen | Villa | Bautzener Straße 38 (Karte)                            | Um 1900 | Baugeschichtlich von Bedeutung | 08975850 |
|                                         | Katholische Kirche Zum Heiligen Kreuz und Pfarrhaus | Bautzener Straße 40 (Karte)                            | 1901 (Kirche); um 1905 (Pfarrhaus) | Beide Gebäude Klinker mit neugotischen Formen, in Material und Stil typisch für die Bauaufgabe in dieser Zeit, baugeschichtlich und ortsgeschichtlich von Bedeutung | 08975014 |
|                                         | Schule | Bautzener Straße 44 (Karte)                            | 1898 | Aufnahme regional typischer Gestaltungsweise in Material und Form, baugeschichtlich und ortsgeschichtlich von Bedeutung | 08975016 |
|                                         | Villa | Bautzener Straße 46 (Karte)                            | Um 1905 | Aufwändige Historismusfassade, baugeschichtlich und städtebaulich von Bedeutung | 08975017 |
|                                         | Wohnhaus in offener Bebauung | Bautzener Straße 48 (Karte)                            | Bezeichnet mit 1904 | Baugeschichtliche Bedeutung | 08975018 |
|                                         | Wohn- und Geschäftshaus in geschlossener Bebauung und Ecklage | Bautzener Straße 52 (Karte)                            | Um 1905 | Gestalterisch aufwändige städtische Architektur, baugeschichtlich und städtebaulich von Bedeutung | 08975019 |
|                                         | Wohn- und Geschäftshaus in geschlossener Bebauung und Ecklage | Bautzener Straße 54 (Karte)                            | Um 1900 | Markantes Eckgebäude, Obergeschosse Klinker, original erhaltene Architektur mit historistischem Formenvokabular, baugeschichtlich und städtebaulich von Bedeutung | 08975020 |
|                                         | Wohnhaus in halboffener Bebauung und Ecklage | Bautzener Straße 56 (Karte)                            | 1920er Jahre | Markantes Eckgebäude, aufwändige, seltene Art-déco-Gestaltung vor allem am Eingangsbereich, in Puschkinstraße zwei originale Fenstergitter, baugeschichtlich und städtebaulich von Bedeutung | 08975160 |
|                                         | Wohnhaus in geschlossener Bebauung | Bautzener Straße 58 (Karte)                            | 1920er Jahre | Mit Läden, anspruchsvolle städtische Architektur, baugeschichtlich und städtebaulich von Bedeutung | 08975188 |
| Direkt Bild zu diesem Denkmal hochladen | Wohn- und Geschäftshaus in offener Bebauung | Bautzener Straße 62 (Karte)                            | Um 1910 | Mit Vorhangbogenfenstern, gestalterischer Anspruch, baugeschichtlich von Bedeutung | 08975021 |
|                                         | Wohnhaus in offener Bebauung | Bautzener Straße 63 (Karte)                            | Um 1895 | Mit Laden, dekorativ gestaltet in gelbem und rotem Klinker, Aufnahme regional typischer Gestaltungselemente, baugeschichtlich und städtebaulich von Bedeutung | 08975022 |
| Direkt Bild zu diesem Denkmal hochladen | Wohn- und Geschäftshaus in geschlossener Bebauung konzipiert | Bautzener Straße 66 (Karte)                            | Bezeichnet mit 1913 | Baugeschichtlich von Bedeutung | 08975023 |
|                                         | Wohnhaus in offener Bebauung | Bautzener Straße 67 (Karte)                            | Um 1910 | Mit Läden, neuklassizistische Gestaltung mit Mittelrisalit mit Dreiecksgiebel, baugeschichtlich und städtebaulich von Bedeutung | 08975153 |
| Direkt Bild zu diesem Denkmal hochladen | Schulanlage mit allen Baukörpern: Hauptbau als Kopfbau mit Hauptschauseite, abwinkelnden Flügeln und Verbindungsgang, die dahinter befindliche Villa, der lange eingeschossige Baukörper oberhalb der Villa, das Transformatoren-häuschen im unteren Grundstücksbereich, die Betonplastik „Kollegen bei der Glasschmelze“, die einfriedende Mauer und das parkartig gestaltete Gelände | Berliner Straße 1 (Rosa-Luxemburg-Straße 29) (Karte)   | 1890er Jahre (Fabrikantenvilla); 1950er Jahre (Hochschule); 1955 Betonplastik (Figurengruppe)                                              | Ingenieurschule für Glastechnik, baugeschichtlich undortsgeschichtlich von Bedeutung | 08975149 |
| Weitere Bilder                          | Wohn- und Geschäftshaus in offener Bebauung und Ecklage | Berliner Straße 33 (Karte)                             | Bezeichnet mit 1906 | Jugendstileinflüsse, baugeschichtlich von Bedeutung | 08975025 |
| Weitere Bilder                          | Gasthaus Lindenkrug in offener Bebauung | Berliner Straße 39 (Karte)                             | Um 1900 | In historisierendem Heimatstil mit preußischem Fachwerk, baugeschichtlich und ortsgeschichtlich von Bedeutung | 08975026 |
| Weitere Bilder                          | Wohnhaus in offener Bebauung | Berliner Straße 61 (Karte)                             | Um 1908 | Mit Laden, neuklassizistische Gestaltung mit Mittelrisalit und Dreiecksgiebel, baugeschichtlich von Bedeutung | 08975156 |
| Weitere Bilder                          | Gemeindehaus in offener Bebauung, Treppenanlage und Einfriedung | Berliner Straße 89 (Karte)                             | Bezeichnet mit 1929 | Beachtlich der expressionistische Klinkervorbau, baugeschichtlich von Bedeutung, heute Kindergarten | 08975027 |
| Weitere Bilder                          | Wohnhaus in offener Bebauung und zwei Nebengebäude | Berliner Straße 112 (Karte)                            | Um 1895 | Die Gebäude in rotem und gelbem Backstein, baugeschichtlich von Bedeutung | 08975029 |
| Direkt Bild zu diesem Denkmal hochladen | Mietshaus in Ecklage | Braunsteichweg 12 (Karte)                              | Um 1900 | Mit Jugendstilelementen, städtebaulich von Bedeutung | 08975172 |
| Direkt Bild zu diesem Denkmal hochladen | Reihenhaus | Brunnenstraße 5, 7, 9 (Karte)                          | Um 1930 | Baugeschichtlich von Bedeutung | 08975137 |
| Weitere Bilder                          | Wohnhaus in offener Bebauung | Bruno-Bürgel-Straße 7 (Karte)                          | Um 1900 | Baugeschichtlich von Bedeutung | 08975033 |
| Weitere Bilder                          | Wohnhaus in offener Bebauung | Bruno-Bürgel-Straße 8 (Karte)                          | 1930er Jahre | Noch mit Einflüssen der Neuen Sachlichkeit, baugeschichtlich von Bedeutung | 08975034 |
| Direkt Bild zu diesem Denkmal hochladen | Gehöft mit Wohnhaus und Scheune | Damaschkestraße 19 (Karte)                             | Um 1850 | Wohnhaus Schrotholz, verputzt, regionaltypische ländliche Bauweise, baugeschichtlich und sozialgeschichtlich von Bedeutung | 08975036 |
| Direkt Bild zu diesem Denkmal hochladen | Neufert-Bau: Lagerhaus der Glasindustrie sowie rechtwinklig im Südwesten anschließende eingeschossige Lagerhalle | Dr.-Altmann-Straße, eh. Schmiedestraße (Karte)         | 1935–1937 | Haupthaus in Skelettbauweise (eventuell Fertigteilbauweise) des Gropius-Schülers Ernst Neufert errichtet, architekturhistorisch und industriegeschichtlich als Funktionsgebäude für die überregional bedeutende Glasindustrie in Weißwasser von Bedeutung | 08975147 |
| Weitere Bilder                          | Eisenbahnerwohnhaus und Nebengebäude | Eisenbahnstraße 1 (Karte)                              | Ende 19. Jahrhundert | In preußischem Fachwerk, baugeschichtlich und ortsgeschichtlich von Bedeutung | 08975834 |
| Direkt Bild zu diesem Denkmal hochladen | Eisenbahnerwohnhaus | Eisenbahnstraße 2 (Karte)                              | Ende 19. Jahrhundert | Baugeschichtlich und ortsgeschichtlich von Bedeutung | 08975835 |
| Direkt Bild zu diesem Denkmal hochladen | Eisenbahnerwohnhaus | Eisenbahnstraße 3, 5 (Karte)                           | Um 1910 | Baugeschichtlich und ortsgeschichtlich von Bedeutung | 08975836 |
| Direkt Bild zu diesem Denkmal hochladen | Gelsdorfhütte: Produktionshalle der ersten Glasfabrik Weißwassers, Gaserzeugungsgebäude (Siemens-Treppenrost-Generatoranlage), Schornstein und zwei Nebengebäude | Forster Straße (Karte)                                 | 1872–1875 (Hüttengebäude, Flachbau); um 1880 (Gaserzeu-gungsanlage, Schornstein); 1919 (Anbau Lagergebäude)                                | Als älteste Glashütte Weißwassers und Keimzelle der Stadtentwicklung von hoher industrie-, stadt- und regionalgeschichtlicher Bedeutung, Gasgeneratoranlage von technikgeschichtlicher Bedeutung und mit Seltenheitswert, weiterhin baugeschichtlich und städtebaulich bedeutend sowie von hohem Erlebnis- und Erinnerungswert | 08975136 |
| Direkt Bild zu diesem Denkmal hochladen | Villa | Forster Straße 12 (Karte)                              | Um 1905 | Baugeschichtlich und geschichtlich von Bedeutung | 08975037 |
| Weitere Bilder                          | Gelsdorf-Villa | Forster Straße 16 (Karte)                              | Um 1905 | Baugeschichtlich und geschichtlich von Bedeutung, heute Glasmuseum | 08975038 |
| Weitere Bilder                          | Eisenbahnerwohnhaus | Forster Straße 26 (Karte)                              | Um 1900 | Baugeschichtlich und ortsgeschichtlich von Bedeutung | 08975837 |
| Direkt Bild zu diesem Denkmal hochladen | Mietshaus in offener Bebauung | Forster Straße 52 (Karte)                              | Um 1900 | Baugeschichtlich von Bedeutung | 08975039 |
| Weitere Bilder                          | Friedhof Weißwasser (Sachgesamtheit) | Forstweg 43 (Karte)                                    | 1920er Jahre | Sachgesamtheit Friedhof Weißwasser mit folgenden Einzeldenkmalen: expressionistische Friedhofskapelle, Grabmal Friedrich Froboeß, Ehrenmal für die Opfer des Faschismus und des Zweiten Weltkrieges sowie Anlage des sowjetischen Ehrenmals (siehe auch Einzeldenkmale 08975040 unter gleicher Anschrift), die gartenkünstlerische Gestaltung (Gartendenkmal) und der Friedhof als Sachgesamtheitsteil; baugeschichtlich, ortsgeschichtlich und landschaftsgestaltend von Bedeutung | 09301342 |
|                                         | Expressionistische Friedhofskapelle, Grabmal Friedrich Froboess, Ehrenmal für die Opfer des Faschismus und des Zweiten Weltkrieges sowie Anlage des sowjetischen Ehrenmals (Einzeldenkmale zu ID-Nr. 09301342) | Forstweg 43 (Karte)                                    | 1928 (Grabmal); bezeichnet mit 1930 (Friedhofskapelle); 1974 (Mahn- und Gedenkstätte Sowjetbürger); 1979 (VdN/OdF)                         | Einzeldenkmale der Sachgesamtheit Friedhof Weißwasser; baugeschichtlich und ortsgeschichtlich von Bedeutung | 08975040 |
| Direkt Bild zu diesem Denkmal hochladen | Wohn- und Geschäftshaus in geschlossener Bebauung und Ecklage | Friedrich-Bodelschwingh-Straße 1 (Karte)               | Um 1905 | Baugeschichtlich und städtebaulich von Bedeutung | 09300102 |
| Direkt Bild zu diesem Denkmal hochladen | Mietshaus in halboffener Bebauung | Friedrich-Bodelschwingh-Straße 8 (Karte)               | Um 1900 | Baugeschichtlich von Bedeutung | 08975135 |
| Direkt Bild zu diesem Denkmal hochladen | Mietshaus in halboffener Bebauung | Friedrich-Bodelschwingh-Straße 10 (Karte)              | Um 1910 | Mit Läden, baugeschichtlich von Bedeutung | 08975841 |
| Weitere Bilder                          | Kaufhaus in halboffener Bebauung und Ecklage | Friedrich-Bodelschwingh-Straße 14 (Karte)              | 1925 | Stahlbetonskelettbau, architekturgeschichtlich von Bedeutung | 08975111 |
| Direkt Bild zu diesem Denkmal hochladen | Wohnhaus in halboffener Bebauung | Friedrich-Bodelschwingh-Straße 17 (Karte)              | Um 1908 | Originale Innenausstattung zum Teil erhalten, baugeschichtlich von Bedeutung | 08975840 |
|                                         | Kindergarten und Kinderkrippe (Ulja-Kinderkombination) bestehend aus: drei verbundenen Gebäudeflügeln, dahinterstehendem Nebengebäude, Einfriedung und Brunnenring mit Robbe, dazu das parkartig gestaltete Gelände | Friedrich-Fröbel-Straße 1 (Karte)                      | 1953 | Orts- und architekturgeschichtlich von Bedeutung | 08975842 |
| Direkt Bild zu diesem Denkmal hochladen | Kleine Gelsdorf-Villa | Friedrich-Fröbel-Straße 4 (Karte)                      | 1908 | Architekturgeschichtliche und stadtgeschichtliche Bedeutung | 08975041 |
| Direkt Bild zu diesem Denkmal hochladen | Forsthaus | Gablenzer Weg 64 (Karte)                               | 1930er Jahre | Ortsgeschichtlich von Bedeutung | 08975181 |
| Direkt Bild zu diesem Denkmal hochladen | Wohnhaus in geschlossener Bebauung | Gartenstraße 18 (Karte)                                | 1911 | Baugeschichtlich von Bedeutung | 08975046 |
| Direkt Bild zu diesem Denkmal hochladen | Wohnhaus in geschlossener Bebauung | Gartenstraße 20 (Karte)                                | Um 1910 | Baugeschichtlich von Bedeutung | 08975047 |
| Direkt Bild zu diesem Denkmal hochladen | Wohnhaus in geschlossener Bebauung und Ecklage | Gartenstraße 22 (Karte)                                | Bezeichnet mit 1911 | Markantes Gebäude, Eckturm mit Fachwerk, baugeschichtlich und straßenbildprägend von Bedeutung | 08975048 |
| Direkt Bild zu diesem Denkmal hochladen | Wohnhaus in geschlossener Bebauung und Ecklage | Gartenstraße 24 (Karte)                                | Um 1910 | Anspruchsvolle sachliche Gestaltung mit Giebeln und Balkons, baugeschichtlich und straßenbildprägend von Bedeutung | 08975138 |
| Direkt Bild zu diesem Denkmal hochladen | Zwei Mehrfamilienhäuser einer Wohnanlage | Gartenstraße 25, 27 (Karte)                            | Um 1910 | Mit Werkswohnungen für die Beamten von Osram, bau- und ortsgeschichtliche Bedeutung | 08975171 |
| Direkt Bild zu diesem Denkmal hochladen | Wohnhaus in geschlossener Bebauung | Gartenstraße 26 (Karte)                                | Um 1910 | Baugeschichtliche Bedeutung | 08975139 |
| Direkt Bild zu diesem Denkmal hochladen | Wohnhaus in geschlossener Bebauung | Gartenstraße 28 (Karte)                                | Um 1910 | Reformstil, baugeschichtlich von Bedeutung | 08975049 |
| Direkt Bild zu diesem Denkmal hochladen | Wohnhaus in geschlossener Bebauung | Gartenstraße 30 (Karte)                                | Um 1910 | Reformstil, baugeschichtlich von Bedeutung | 08975050 |
| Direkt Bild zu diesem Denkmal hochladen | Wohnhaus in halboffener Bebauung und Ecklage | Gartenstraße 32 (Karte)                                | Um 1910 | Baugeschichtlich von Bedeutung | 08975051 |
| Direkt Bild zu diesem Denkmal hochladen | Wohnhaus in offener Bebauung | Görlitzer Straße 2 (Karte)                             | 2. Hälfte 19. Jahrhundert | Regionaltypisch, baugeschichtliche Bedeutung | 09299795 |
| Direkt Bild zu diesem Denkmal hochladen | Wohnhaus in halboffener Bebauung | Görlitzer Straße 4 (Karte)                             | Um 1890 | Mit Laden, baugeschichtliche Bedeutung | 08975052 |
|                                         | Volkshaus | Görlitzer Straße 8 (Karte)                             | 1928 | Das „Volkshaus“ von 1928, Architekt ist der Poelzig-Schüler und Bauhaus-Syndikus Emil Lange (1884–1968), besteht aus einem fünfgeschossigen Hauptgebäude (Wohn- und Verwaltungsbau von ca. 12 × 22 m Grundfläche) und einem Saalanbau mit dreigeschossiger Fassade (ca. 18 × 35 m) und ist eines der wenigen regionalen Beispiele der zeitgenössischen Neuen Sachlichkeit, in den Ausführungen mit dunklem Klinker gelegentlich auch „Rote Moderne“ genannt. Der zweigeschossige Verbindungsbau (ca. 5 × 22 m) ist erst um 1960 entstanden, wurde aber den Gegebenheiten angepasst und ist somit der Nachkriegsmoderne zuzurechnen. Er folgt dem Saalbau zu zwei Dritteln in der Tiefe. Die Geschosse des Hauptgebäudes – das obere mit Flachdach springt zurück – sind optisch durch Putzbänder getrennt. Die liegenden Fenster sind oberhalb des Erdgeschosses dreigeteilt und wandbündig gemäß der Auffassung der Wand als Fläche. Im Goldenen Schnitt gestaltet zudem als vertikales Element ein Treppenhausrisalit die Fassade. Der Saalbau ist wohl zusammen mit dem Entstehen des Verbindungsbaues in seiner Fassade verändert worden, die vergrößerte mittlere Fensterreihe mit charakteristischer 1960er-Jahre-Sprossung bezeichnet seitdem den dahinter liegenden Saal. Dieser Saal ist ebenfalls im Stil dieser Zeit gehalten, im Verbindungsbau sind es ein Treppenhaus und eine Wandskulptur. Neben der exemplarischen architektonischen und baugeschichtlichen Bedeutung hat die Volkshausanlage als öffentlicher Kristallisationspunkt auch ortsgeschichtliche und sozialgeschichtliche Relevanz. Am 25. April 2021 wurde der saalseitge Teil des Gebäudes durch einen Brand zerstört. | 08975053 |
| Direkt Bild zu diesem Denkmal hochladen | Villa | Görlitzer Straße 18 (Karte)                            | Um 1920 | Im Reformstil, baugeschichtliche Bedeutung | 08975054 |
| Direkt Bild zu diesem Denkmal hochladen | Wohnhaus in offener Bebauung und Nebengebäude | Görlitzer Straße 36 (Karte)                            | Um 1905 | Baugeschichtliche Bedeutung | 08975055 |
| Direkt Bild zu diesem Denkmal hochladen | Wohnhaus in offener Bebauung | Görlitzer Straße 44 (Karte)                            | Um 1910 | Baugeschichtlich von Bedeutung | 08975189 |
| Weitere Bilder                          | Wohnhaus in offener Bebauung | Görlitzer Straße 48 (Karte)                            | Bezeichnet mit 1905 | Baugeschichtliche Bedeutung | 08975129 |
| Direkt Bild zu diesem Denkmal hochladen | Relikte der Verladeanlage von der 900 mm-spurigen Kohlebahn Grube Adolf - Brikettfabrik Weißwasser (Verladeanlage „Adolfkippe“) | Grube-Hermann-Straße (Karte)                           | 1921 | Schacht aus gelbem Klinker gemauert, mit Vorbrechanlage und Umlenkung des Förderbandes, welches die Kohle zur Separationsanlage beförderte, an der die Trennung in Kessel-, Press- und Versandkohle erfolgte, regional-, industrie- eisenbahn- und technikgeschichtlich von Bedeutung | 09307317 |
| Direkt Bild zu diesem Denkmal hochladen | Wohnhaus in offener Bebauung | Gutenbergstraße 1 (Karte)                              | Um 1900 | Regionaltypische Ziegelbauweise, baugeschichtliche Bedeutung | 08975155 |
| Direkt Bild zu diesem Denkmal hochladen | Wohnhaus in offener Bebauung | Gutenbergstraße 2 (Karte)                              | Um 1905 | Baugeschichtlich von Bedeutung | 08975058 |
| Direkt Bild zu diesem Denkmal hochladen | Villa und Remise | Gutenbergstraße 8 (Karte)                              | Um 1908 | Baugeschichtliche Bedeutung | 08975059 |
| Weitere Bilder                          | Eisenbahnerwohnhaus und Nebengebäude | Güterstraße 1 (Karte)                                  | Um 1890 | Baugeschichtliche und ortsgeschichtliche sowie städtebauliche Bedeutung | 08975056 |
| Weitere Bilder                          | Eisenbahnerwohnhaus | Güterstraße 2 (Karte)                                  | Um 1890 | Baugeschichtliche und ortsgeschichtliche Bedeutung | 08975150 |
| Weitere Bilder                          | Eisenbahnerwohnhaus und Stall- und Werkstattgebäude | Güterstraße 3 (Karte)                                  | Um 1890 | Baugeschichtliche und ortsgeschichtliche Bedeutung | 08975057 |
| Weitere Bilder                          | Bahnmeisterei mit zwei Nebengebäuden | Güterstraße 4 (Karte)                                  | Um 1900 | Die ehemalige Bahnmeisterei 2 (Aufschrift) ist ein für Zeit (um 1900) und Gattung typischer Ziegelbau. Die gelben Ziegel des 1½-geschossigen Gebäudes wurden ornamental mit roten Ornamenten versetzt, sichtbar an der Bekrönung der segmentbogigen Fenster, an den die Mittelachse der Fassade markierenden Lisenen, an der Abgrenzung des Drempelgeschosses durch eine Art doppeltes Deutsches Band, am Sockel des Gebäudes sowie am Bogenfries unter seinem sehr flachen Satteldach mit Überstand (sogenannter Schweizerstil). Diese für den „prosaischen“ Zweck des Hauses vergleichsweise aufwändige Ornamentierung ist kennzeichnend für viele Bahn - und Industriebauten jener Zeit und verdeutlicht, obwohl es sich hier um Typenbauten handelt, welche Bedeutung ihnen zugemessen wurde. Erhalten sind Details wie die alte Fenstersprossung und die hölzerne Haustür. Auch die beiden kleinen Nebengebäude (wohl Waschküche und Stall/Schuppen) sind in dem Stil gehalten. Die Bahnmeisterei prägt mit den vier anderen Hauptgebäuden der Güterstraße den Kernbereich der durch die Eisenbahn entstandenen Stadt mit und gehört daher zu ihren historischen und optischen „Schlüsselbauten“. | 08975151 |
| Weitere Bilder                          | Eisenbahnerwohnhaus mit anschließenden Neben- und Wohngebäuden | Güterstraße 5 (Karte)                                  | Um 1890 | Das Eisenbahnerwohnhaus hat zwei Geschosse sowie eine Drempelzone und zeichnet sich, wenngleich dieses Gebäude insgesamt einfacher gestaltet ist, durch die gleiche (gelbe) Ziegelbauweise wie auch durch das flache Dach im sogenannten Schweizerstil wie die benachbarte Bahnmeisterei aus. Senkrecht zum Hauptbau befindet sich ein niedrigerer Annex zu Wohnzwecken mit zwei weiteren Eingängen. Die Segmentbogenfenster mit großteils originaler Sprossung, außerhalb des Baukörpers liegendes Treppenhaus, trotz Veränderungen (zum Teil Jalousiekästen, Haustür) authentisch, das Gebäude prägt mit den vier anderen Hauptgebäuden der Güterstraße den Kernbereich der durch die Eisenbahn entstandenen Stadt mit und gehört daher zu ihren historischen und optischen „Schlüsselbauten“. | 08975152 |
| Direkt Bild zu diesem Denkmal hochladen | Schrotholzwohnstallhaus | Halbendorfer Weg 17 (Karte)                            | Nach mündlichem Hinweis des Besitzers um 1864                                                                                              | Baugeschichtlich und sozialgeschichtlich von Bedeutung | 08975060 |
|                                         | Villa | Hegelpromenade 11 (Karte)                              | Um 1920 | Villa mit anspruchsvoller neohistoristischer Architektur in einem Erschließungsgebiet des frühen 20. Jahrhunderts. Zweigeschossiger massiver Putzbau mit Walmdach und Risaliten an drei Seiten, an der Rückseite Anbau mit Terrasse. Prägendes Dekor sind Pilastergliederungen und Giebelbekrönungen. Die Formensprache zeugt von der nach 1900 häufig anzutreffenden Auflösung oder Stilisierung bislang festgelegter historistischer Elemente: so können hier die „Kolossalordnungen“ der Eckquaderungen, besonders die „Tempelfront“ des Eingangs, als neoklassizistisch, der in einem Bogen endende Mittelrisalit der Straßenfassade als neobarock bezeichnet werden. Vergleichsweise aufwändig ist die Ornamentierung des Bauwerks durch Stuck, sowohl außen als auch innen: er ist zu finden am zentralen Balkon, als Rahmung des Eingangs und als Deckengestaltung in noch fast jedem Raum des Erdgeschosses. Einige Deckenstuckformen zeigen bereits den Einfluss des Expressionismus, weshalb die Datierung des Gebäudes in die Jahre um 1920 plausibel erscheint. „Prunkstück“ des Inneren ist das im Flur rechtwinklig zur Eingangsachse abknickende Treppenhaus mit einer schönen Holztreppe (deren Geländermuster sich in der Tür zum Altan wiederholen und die die Qualität zeitgenössischen Kunsthandwerks verdeutlicht), die buchstäblich „zum Licht führt“, d. h. auf ein großes Fenster zuläuft, und deren Raum wiederum von einem „Stuckhimmel“ überfangen ist. Auch diese „Inszenierung“ kann neobarock genannt werden. Schlüssig und für eine Villa der Zeit durchaus typisch ist die Raumabfolge vom (noch original gefliesten) Vestibül über den zentralen Flur (mit Treppenhaus) zum größten (und am reichsten stuckierten) Raum, der im Altan kulminiert und ausläuft. Baugeschichtliche und architektonische Bedeutung, hoher Dokumentationswert. | 08975062 |
| Direkt Bild zu diesem Denkmal hochladen | Wohnhaus in offener Bebauung | Hegelpromenade 14 (Karte)                              | Um 1925 | Anspruchsvolle expressionistische Architektur in Klinker und Putz, baugeschichtlich von Bedeutung | 08975063 |
| Weitere Bilder                          | Wohnhaus in offener Bebauung | Hermannsdorfer Straße 1 (Karte)                        | Um 1880 | Baugeschichtlich von Bedeutung | 08975127 |
| Weitere Bilder                          | Wohnhaus | Hermannstraße 52 (Karte)                               | Um 1905 | Backstein, baugeschichtlich von Bedeutung | 08975166 |
| Weitere Bilder                          | Wohnhaus | Hermannstraße 68 (Karte)                               | Um 1890 | Backstein, baugeschichtlich von Bedeutung | 08975064 |
| Direkt Bild zu diesem Denkmal hochladen | Wohnhaus in offener Bebauung | Hermannstraße 72 (Karte)                               | Um 1905 | Backstein, baugeschichtlich von Bedeutung | 08975140 |
|                                         | Skulptur „Die Kesse“ | Humboldtstraße (Karte)                                 | 1962 | Stehendes Mädchen mit in die Seiten gestemmten Armen, Bronzeplastik von Dorothea von Philipsborn, möglicherweise Bezeichnung auch „Die Pfiffige“, künstlerisch von Bedeutung | 08975132 |
| Weitere Bilder                          | Doppelwohnhaus in offener Bebauung | Jahnstraße 10, 12 (Karte)                              | Um 1912 | Mansarddach und Eckquaderung, baugeschichtlich von Bedeutung | 08975067 |
| Weitere Bilder                          | Ausflugslokal „Vater Jahn“ | Jahnstraße 50 (Karte)                                  | Um 1900 | Baugeschichtliche und ortsgeschichtliche Bedeutung | 08975068 |
|                                         | Skulptur „Glasbläserlehrling“, in der betreffenden Berufsfachschule dahinter Glasfenster mit Gravur eines Glasbläsers | Jahnstraße 55b (Karte)                                 | 1952/53 | Beide Kunstwerke nach Entwürfen von Konrad Tag (1904–54), ortshistorische und künstlerische Bedeutung | 09301513 |
| Weitere Bilder                          | Mietshaus in offener Bebauung | Jahnstraße 69 (Karte)                                  | Um 1905 | Baugeschichtlich von Bedeutung | 08975069 |
| Direkt Bild zu diesem Denkmal hochladen | Wohnhaus in offener Bebauung | Jahnstraße 78 (Karte)                                  | Um 1900 | In Material und Form regionaltypisch, baugeschichtlich von Bedeutung | 08975070 |
| Direkt Bild zu diesem Denkmal hochladen | Mietshaus in offener Bebauung | Jahnstraße 79 (Karte)                                  | 1905/1910 | Baugeschichtlich von Bedeutung | 08975125 |
| Direkt Bild zu diesem Denkmal hochladen | Mietshaus in offener Bebauung | Jahnstraße 92 (Karte)                                  | Um 1905 | Mit Putz-Klinker-Gestaltung, baugeschichtliche Relevanz | 08975071 |
| Weitere Bilder                          | Tor des ehemaligen Friedhofs von Weißwasser | Jahnstraße 92 (nach) (Karte)                           | Um 1880 | Handwerklich von Bedeutung | 08975072 |
| Direkt Bild zu diesem Denkmal hochladen | Mietshaus in offener Bebauung | Jahnstraße 94 (Karte)                                  | Um 1905 | Baugeschichtliche Relevanz | 08975073 |
|                                         | Denkmal für Friedrich Ludwig Jahn | Jahnteich (Karte)                                      | 14.08.1906 | Geschichtlich von Bedeutung | 08975074 |
| Direkt Bild zu diesem Denkmal hochladen | Villa mit Nebengebäude sowie Park mit künstlicher Ruine, dazu Marmorstele | Karl-Liebknecht-Straße 1 (Karte)                       | Um 1900 (Fabrikantenvilla); um 1970 (Bauplastik)                                                                                           | Gehörte dem Glasfabrikanten Joseph Schweig, heute Krankenhaus, baugeschichtlich und ortsgeschichtlich von Bedeutung | 08975076 |
| Weitere Bilder                          | Villa | Karl-Marx-Straße 15 (Karte)                            | Um 1900 | Aufwändiger Heimatstil, baugeschichtliche Bedeutung | 08975077 |
| Weitere Bilder                          | Wohnhaus in halboffener Bebauung | Karl-Marx-Straße 19 (Karte)                            | Um 1905 | Mit Läden, baugeschichtlich von Bedeutung | 08975078 |
| Weitere Bilder                          | Hotel und Restaurant in geschlossener Bebauung | Karl-Marx-Straße 21 (Karte)                            | Um 1905 | Repräsentativ, baugeschichtlich und ortsgeschichtlich von Bedeutung | 08975079 |
| Weitere Bilder                          | Wohnhaus in offener Bebauung | Karl-Marx-Straße 22 (Karte)                            | Um 1890 | Mit Läden, baugeschichtliche Bedeutung | 08975148 |
| Weitere Bilder                          | Wohnhaus in offener Bebauung | Karl-Marx-Straße 26 (Karte)                            | 2. Hälfte 19. Jahrhundert | Backstein, baugeschichtlich von Bedeutung | 08975159 |
| Weitere Bilder                          | Wohnhaus in halboffener Bebauung | Karl-Marx-Straße 27 (Karte)                            | Um 1905 | Mit Laden, baugeschichtlich von Bedeutung | 08975080 |
| Weitere Bilder                          | Gasthof Zur Friedenseiche mit Saalanbau und Schuppen | Käthe-Kollwitz-Straße 3 (Karte)                        | Um 1850 (Gasthof); Saalanbau um 1920 | Baugeschichtlich und ortsgeschichtlich von Bedeutung | 08975075 |
| Weitere Bilder                          | Evangelische Kreuzkirche und Lutherdenkmal | Kirchstraße (Karte)                                    | 1893 (Kirche); 1917 (Gedenkstein) | Baugeschichtlich und geschichtlich von Bedeutung | 08975081 |
|                                         | Schrotholzseitengebäude | Kromlauer Weg 45 (Karte)                               | Vor 1850 | Teils Backstein, baugeschichtlich von Bedeutung | 08975082 |
| Direkt Bild zu diesem Denkmal hochladen | Wohnhaus | Krumme Straße 14 (Karte)                               | 1922 | Ehemaliges Verwaltungsgebäude der Glasfabrik Gelsdorf, Grimm & Co. Company, gehörte zum baulichen Komplex der ursprünglichen neunten von insgesamt elf in Weißwasser ab 1877 gegründeten Glashütten, war als Standort der Glasherstellung für Weißwasser von großer Bedeutung, bau- und ortsgeschichtliche sowie ortsbildprägende Bedeutung | 09307331 |
| Direkt Bild zu diesem Denkmal hochladen | Mietshaus in halboffener Bebauung | Krumme Straße 35 (Karte)                               | 1905/1910 | Baugeschichtlich von Bedeutung | 08975083 |
| Direkt Bild zu diesem Denkmal hochladen | Wohnhaus, Seitengebäude und Scheune eines Gehöfts | Lausitzer Straße 14 (Karte)                            | Gemäß Auskunft 1902 | Baugeschichtlich und wirtschaftsgeschichtlich von Bedeutung | 08975084 |
| Weitere Bilder                          | Villa | Lessingstraße 2 (Karte)                                | Bezeichnet mit 1905 | Baugeschichtlich und straßenbildprägend von Bedeutung | 08975085 |
| Weitere Bilder                          | Wohnhaus in offener Bebauung | Luisenstraße 4 (Karte)                                 | 1920er Jahre | Einfluss der Neuen Sachlichkeit, baugeschichtlich von Bedeutung | 09299796 |
| Weitere Bilder                          | Wohnhaus in offener Bebauung | Luisenstraße 6 (Karte)                                 | 1920er Jahre | Einfluss der Neuen Sachlichkeit, baugeschichtlich von Bedeutung | 08975032 |
| Weitere Bilder                          | Wohnhaus in offener Bebauung | Luisenstraße 7 (Karte)                                 | Um 1900 | Regionaltypisch in Klinker, baugeschichtlich von Bedeutung | 08975086 |
|                                         | Wohnhaus in offener Bebauung | Luisenstraße 8 (Karte)                                 | Um 1910 | Baugeschichtliche Bedeutung | 08975851 |
| Weitere Bilder                          | Wohnhaus in offener Bebauung | Luisenstraße 10 (Karte)                                | Um 1910 | Ohne hinteren Anbau, Klinker mit Sandsteinarchitekturelementen, baugeschichtlich von Bedeutung | 08975852 |
|                                         | Bildwand „Sport“ | Lutherstraße (Karte)                                   | 1970er Jahre | Von Herbert Burschik, künstlerisch von Bedeutung | 08975845 |
| Weitere Bilder                          | Denkmal „Säule der Freundschaft“ | Lutherstraße 22 (ehemals Brunnenstraße 6) (Karte)      | 1969 | Sandstein, von Jürgen von Woyski, künstlerisch von Bedeutung | 08975142 |
| Weitere Bilder                          | Tierplastik „Ziegen“ | Lutherstraße 22 (Karte)                                | 1960er Jahre | Von Dorothea von Philipsborn, Bronze auf Steinsockel, künstlerisch von Bedeutung, ein Double steht in Hoyerswerda | 08975844 |
| Weitere Bilder                          | Gedenkstein | Marktplatz (Karte)                                     | 1893 | Rest eines ehemaligen Figurendenkmals, ortsgeschichtlich von Bedeutung | 09301717 |
| Weitere Bilder                          | Rathaus und Amtsgericht, Hof umschließender Gebäudekomplex mit allen Gebäudeteilen | Marktplatz 1 (Karte)                                   | Bezeichnet mit 1911–1912 | Baugeschichtlich und ortsgeschichtlich von Bedeutung | 08975131 |
| Direkt Bild zu diesem Denkmal hochladen | Wohnhaus in Ecklage | Mittelstraße 1 (Karte)                                 | Um 1905 | Baugeschichtlich von Bedeutung | 08975089 |
| Direkt Bild zu diesem Denkmal hochladen | Wohnhaus in offener Bebauung | Mittelstraße 5 (Karte)                                 | Um 1910 | Villenartiges Gebäude, baugeschichtlich von Bedeutung | 08975090 |
| Direkt Bild zu diesem Denkmal hochladen | Mietshaus in offener Bebauung | Mittelstraße 8 (Karte)                                 | Um 1910 | Baugeschichtlich von Bedeutung | 08975091 |
| Direkt Bild zu diesem Denkmal hochladen | Wohnhaus in offener Bebauung | Mühlenstraße 27 (Karte)                                | Um 1920 | Baugeschichtliche Bedeutung | 08975165 |
| Weitere Bilder                          | Ehemaliges Gasthaus „Zum Grünen Wald“ in offener Bebauung | Mühlenstraße 32 (Karte)                                | Um 1908 | Im Heimatstil, baugeschichtlich und ortsgeschichtlich von Bedeutung | 08975164 |
| Weitere Bilder                          | Denkmal für die Toten im Konzentrationslager | Muskauer Straße (Karte)                                | Nach 1945 | Betonguss, Motiv einer Pieta, von Gustav Seitz, künstlerisch und geschichtlich von Bedeutung | 08975161 |
|                                         | Wohn- und Geschäftshaus in geschlossener Bebauung und Ecklage | Muskauer Straße 73 (Karte)                             | Um 1905 | Baugeschichtlich und städtebaulich von Bedeutung | 08975092 |
|                                         | Wohn- und Geschäftshaus in geschlossener Bebauung | Muskauer Straße 77 (Karte)                             | Nach 1900 | Baugeschichtlich von Bedeutung | 08975624 |
|                                         | Kino | Muskauer Straße 79 (Karte)                             | Um 1900 | Als Ballsaal des Gasthofes „Zur Krone“ um 1900 mit Rundbogenfenstern und geschweiftem Giebel im neu entstandenen Bahnhofsviertel errichtet, wurde das Gebäude schon sehr früh, wohl nach dem Ersten Weltkrieg, zum Lichtspieltheater umfunktioniert. Der Bau beherbergte also eines der ersten Theater dieser Gattung in Sachsen. Wohl um 1930 (so legt es die Formensprache nahe, womöglich aber auch erst nach dem Zweiten Weltkrieg) fand eine Umgestaltung des Gebäudes statt. Die Rundbogenfenster wurden zugesetzt, der Baukörper mit einer Lisenengliederung versehen und der Giebel als Schirmfassade expressionistisch gestaltet. 1948 hieß das Filmtheater „Gloria“, später „Kristall“. Die Bühne im Inneren ist erhalten. Es entstand noch ein Vorbau zur Muskauer Straße, der den Raum des Vorführers beherbergte, der Kinoeingang wurde im Bereich des Hotels mit einem „Flugdach“, aber gestützt von zwei Rundpfeilern, neu gestaltet (inzwischen verloren). Der Bau als ehemaliges Kino ist einer der letzten seiner Gattung in Sachsen. Zu dem Seltenheitswert kommt die Tatsache, dass er im allgemeinen Bewusstsein in seiner einstigen Funktion noch präsent ist und zunehmend unter Sachverständigen bekannt wurde (z. B. als Gegenstand einer Dissertation). | 08975771 |
|                                         | Wohnhaus in halboffener Bebauung und Ecklage | Muskauer Straße 83 (Karte)                             | Um 1920 | Repräsentativer Bau des Reformstils, baugeschichtlicher und städtebaulicher Wert | 08975093 |
|                                         | Villa | Muskauer Straße 100, 102 (Karte)                       | Um 1910 | Historisierend im Heimatstil, Holzvorbau am Eingang, baugeschichtlich von Bedeutung | 08975094 |
|                                         | Villa | Muskauer Straße 113 (Karte)                            | Um 1910 | Historisierend im Heimatstil, baugeschichtliche Bedeutung | 08975095 |
|                                         | Turnerheim, Kassenhäuschen und Mauer zum Sportplatz | Muskauer Straße 120 (Karte)                            | Bezeichnet mit 1927 | Baugeschichtlich, sozialgeschichtlich und ortsgeschichtlich von Bedeutung | 08975096 |
| Direkt Bild zu diesem Denkmal hochladen | Seitengebäude | Muskauer Straße 122 (Karte)                            | Vermutlich 1930er Jahre | Obergeschoss Fachwerk, vermutlich Zeugnis der Heimatstilauffassung der 1930er Jahre, baugeschichtlich von Bedeutung | 08975097 |
| Direkt Bild zu diesem Denkmal hochladen | Zwei Mehrfamilienhäuser | Neuteichweg 3, 5, 7 (Karte)                            | Um 1930 | Sozialer Wohnungsbau, baugeschichtlich und sozialgeschichtlich von Bedeutung | 08975099 |
| Direkt Bild zu diesem Denkmal hochladen | Wohnhaus in offener Bebauung | Neuteichweg 12 (Karte)                                 | Um 1910 | Regionaltypische Backsteinarchitektur, baugeschichtlich von Bedeutung | 08975100 |
| Direkt Bild zu diesem Denkmal hochladen | Wohnhaus in offener Bebauung | Neuteichweg 16 (Karte)                                 | Um 1900 | Baugeschichtlich von Bedeutung | 08975167 |
| Direkt Bild zu diesem Denkmal hochladen | Wohnhaus in offener Bebauung | Oststraße 1 (Karte)                                    | Um 1908 | Klinkerbau, baugeschichtlich von Bedeutung | 08975192 |
|                                         | Wandbild aus bemalten Kacheln | Prof.-Wagenfeld-Ring 44 (Karte)                        | Um 1970 | Dargestellt sind Sorben in ihrer Arbeit und ihrem Brauchtum (Handwerker vor dem Kraftwerk Boxberg und eine Bäuerin vor einer LPG). Die Monumentalkunst spielte gerade in Orten wie Weißwasser und Hoyerswerda, die sich über Großindustrien definierten (Weißwasser mit Kraftwerk Boxberg und Glasindustrie), und in der Gestaltung öffentlicher Gebäude (hier: Kaufhalle) eine große Rolle. Weniger aus künstlerischen Gründen denn als Zeugnis der spezifischen Alltagskultur jener Zeit ist das Wandbild von Bedeutung, es hat auch bereits Seltenheitswert, da ein Großteil solcher DDR-Relikte inzwischen verschwunden ist. Das Bild entstand auf Keramiktafeln, die Dressler in Meißen anfertigen ließ. Eines der Keramikplättchen trägt sein Signum. Das Wandbild wurde im Dezember 1993 übermalt, als in das Gebäude ein Drogeriediscounter einzog. Nach Protesten gegen diesen „Kunstraub“ wurden die Keramiken wieder gereinigt. | 08975144 |
| Direkt Bild zu diesem Denkmal hochladen | Wohnhaus in halboffener Bebauung | Puschkinstraße 4 (Karte)                               | Um 1905 | Anspruchsvolle Backsteinarchitektur, baugeschichtlich von Bedeutung | 08975101 |
| Direkt Bild zu diesem Denkmal hochladen | Schrotholzhaus und Seitengebäude | Qualisch 26 (Karte)                                    | Um 1870 (Wohnhaus); nach 1900 (Seitengebäude)                                                                                              | Baugeschichtlich und wirtschaftsgeschichtlich von Bedeutung | 08975003 |
| Direkt Bild zu diesem Denkmal hochladen | Schrotholzwohnhaus und Seitengebäude | Qualisch 38 (Karte)                                    | Vor 1850 (Wohnhaus); um 1900 (Seitengebäude)                                                                                               | Baugeschichtlich und wirtschaftsgeschichtlich von Bedeutung | 08975174 |
| Direkt Bild zu diesem Denkmal hochladen | Schrotholzwohnstallhaus | Qualisch Nord 26 (Karte)                               | Um 1850 | Baugeschichtlich und wirtschaftsgeschichtlich von Bedeutung | 08975004 |
| Direkt Bild zu diesem Denkmal hochladen | Schrotholzhaus | Qualisch Ost 10 (Karte)                                | Um 1850 | Baugeschichtlich und wirtschaftsgeschichtlich von Bedeutung | 08975002 |
| Direkt Bild zu diesem Denkmal hochladen | Wohnhaus in offener Bebauung und Einfriedung | Rosa-Luxemburg-Straße 10 (Karte)                       | 1936 | Klinkerbau der Neuen Sachlichkeit, Architekt Ernst Neufert, architekturgeschichtlich von Bedeutung | 08975102 |
| Direkt Bild zu diesem Denkmal hochladen | Villa | Rosa-Luxemburg-Straße 11 (Karte)                       | Um 1920 | Baugeschichtlich von Bedeutung | 08975103 |
| Weitere Bilder                          | Schulanlage mit allen Baukörpern: Hauptbau als Kopfbau mit Hauptschauseite, abwinkelnden Flügeln und Verbindungsgang, die dahinter befindliche Villa, der lange eingeschossige Baukörper oberhalb der Villa, das Transformatorenhäuschen im unteren Grundstücksbereich, die Betonplastik „Kollegen bei der Glasschmelze“, die einfriedende Mauer und das parkartig gestaltete Gelände  | Rosa-Luxemburg-Straße 29 (Berliner Straße 1) (Karte)   | 1890er Jahre (Fabrikantenvilla); 1950er Jahre (Hochschule); 1955 Betonplastik (Figurengruppe)                                              | Ingenieurschule für Glastechnik, baugeschichtlich und ortsgeschichtlich von Bedeutung | 08975149 |
| Weitere Bilder                          | Wohnhaus in offener Bebauung und Ecklage | Schillerstraße 1 (Karte)                               | 1935 | Ehemaliges Beamtenwohnhaus. Der rote Klinkerbau baugeschichtlich bedeutend durch den Einfluss der Neuen Sachlichkeit. Die an zwei Seiten abgerundeten Ecken (beliebte „Schiffsmetapher“) lassen das Haus zu einer Art Skulptur werden, die fast wandbündig gesetzten Bandfenster die Wände zur Fläche. Auch die schönen abstrakten Reliefs, die in der Backsteinwand gebildet sind, zeigen den hohen gestalterischen Aufwand. Nur das „herkömmlich“ geneigte Walmdach passt nicht recht und ist wahrscheinlich den Prämissen der 1930er Jahre geschuldet. Bauzeitlich ist im Inneren nur die Treppe erhalten. | 08975847 |
| Weitere Bilder                          | Villa | Schillerstraße 4 (Karte)                               | Um 1910 | Baugeschichtlich von Bedeutung | 08975104 |
| Weitere Bilder                          | Gasthaus in offener Bebauung und Ecklage | Schulze-Delitzsch-Straße 1 (Karte)                     | Bezeichnet mit 1914 | Baugeschichtliche und ortsgeschichtliche Bedeutung | 08975134 |
| Weitere Bilder                          | Wohnhaus in offener Bebauung | Straße der Einheit 1 (Karte)                           | Um 1900 | Durch Eckturm akzentuiert, baugeschichtlich von Bedeutung | 08975158 |
|                                         | Spezialglaswerk mit allen straßenbegleitenden, backsteinsichtigen oder verputzten Bauten bis gegenüber der Einmündung der Straße An der Hopfenblüte, im inneren Hofbereich der Fabrik die zwei Gebäude der Kolbenwanne 2 und der vordere Schornstein mit geziertem Sockel sowie die Forschungswanne                                                                                    | Straße der Einheit 2 (Karte)                           | Ab 1900 straßenbegleitende Bauten, um 1923 Kolbenwanne, 1920er Jahre spitze Ecke                                                           | Kolbenwanne 2 sachliche, anspruchsvolle Industriearchitektur der 1920er Jahre aus Backstein, Forschungswanne Stahlbeton-Skelett, orts- und industriegeschichtliche Bedeutung | 08975105 |
| Direkt Bild zu diesem Denkmal hochladen | Vier Werksarbeiterwohnäuser | Straße der Einheit 5, 7, 11, 13 (Karte)                | Um 1890 | Gebaut für die Arbeiter von Osram, ortsgeschichtlich und sozialgeschichtlich sowie städtebaulich von Bedeutung | 08975143 |
| Direkt Bild zu diesem Denkmal hochladen | Mietshaus für die Angestellten von Osram | Straße der Einheit 17, 19 (Karte)                      | Um 1905 | Anspruchsvolles Dekor, baugeschichtliche und städtebauliche Bedeutung | 08975106 |
| Direkt Bild zu diesem Denkmal hochladen | Mietshaus in offener Bebauung und Ecklage | Straße der Einheit 21 (Karte)                          | Um 1905 | Baugeschichtlich von Bedeutung | 08975107 |
| Direkt Bild zu diesem Denkmal hochladen | Wohnhaus in offener Bebauung | Straße der Glasmacher 1 (Karte)                        | Um 1910 | Mit neuklassizistischer Fassade, baugeschichtliche Bedeutung | 08975108 |
|                                         | Wohnhaus in geschlossener Bebauung | Straße der Glasmacher 18 (Karte)                       | Um 1910 | Baugeschichtlich von Bedeutung | 08975109 |
|                                         | Mietshaus in halboffener Bebauung | Straße der Glasmacher 20 (Karte)                       | Um 1910 | Bildprägend, baugeschichtliche Bedeutung | 08975110 |
|                                         | Wandbild | Lutherstraße 64, (früher Straße der Jugend 37) (Karte) | 1986 | Das 6 m × 12 m große, monumentale Wandbild von 1986 des Künstlers Giorgios Wlachopoulos (* 1939), aus farbigen Keramikplatten an der Stirnseite der Schulaula (die Schule selbst kein Kulturdenkmal) angebracht, ist von geschichtlichem und künstlerischem Wert und eines der seltener werdenden Beispiele von Kunst im öffentlichen Raum der DDR. „Lebensfreude“, als Wunschthema auf den Schulort bezogen, besteht aus der Darstellung Bänder schwingender Tanzender, die zentrale Figur tut dies vor einem orangeroten Sonnenball. Der „Schwungweg“ ist ebenfalls dargestellt und gliedert, auch mittels Hell-Dunkel-Abstufungen der kleinen Platten, die Kopfseite der Aula dynamisch. Die Bewegung wird so „materialisiert“, ein Ansinnen, das seine Wurzeln im italienischen Futurismus und im russischen Kubofuturismus der 1910er Jahre hat. Auch standen, wie häufiger bei der Gattung, die spätere spanische und mexikanische Monumentalkunst sowie Picasso Pate. „Lebensfreude“ besitzt einen recht hohen Abstraktionsgrad, was es, sieht man vom Titel ab, von der Reihe vergleichbarer Beispiele, deren Thematik oft in Kitsch abgleitet, durchaus abhebt. Das Wandbild aus Keramiktafeln befand sich ehemals an der nördlichen Stirnwand der Aula der 2012 abgerissenen Schule. Die Betonplatten wurden zersägt und unsachgemäß im Freien gelagert. 2018 sollte es an der Rückseite eines Autohauses installiert werden. Am 23. September 2021 wurde das sanierte Wandbild freistehend auf dem Gelände eines abgerissenen Teils des „Puck“-Gebäudes eingeweiht. | 08975146 |
| Direkt Bild zu diesem Denkmal hochladen | Wohnhaus in geschlossener Bebauung | Straße des Friedens 9 (Karte)                          | Bezeichnet mit 1910 | Stattlicher dreigeschossiger Bau im Reformstil, baugeschichtlich von Bedeutung | 08975112 |
|                                         | Wohnhaus in geschlossener Bebauung | Straße des Friedens 10 (Karte)                         | Um 1905 | Späthistoristisch, baugeschichtliche Bedeutung | 08975113 |
| Direkt Bild zu diesem Denkmal hochladen | Wohnhaus in halboffener Bebauung und Ecklage | Straße des Friedens 12 (Karte)                         | Um 1905 | Baugeschichtlich von Bedeutung | 08975114 |
| Weitere Bilder                          | Verwaltungsgebäude der Stadtwerke, Transformatorenhäuschen und hinten anschließender Rest einer Fabrikhalle | Straße des Friedens 13, 15, 16, 17, 19 (Karte)         | Um 1890 (Fabrikhalle); um 1920 (Verwaltungsgebäude)                                                                                        | Von orts- und baugeschichtlicher Bedeutung | 08975145 |
|                                         | Schulgebäude | Straße des Friedens 14 (Karte)                         | 1903–1904 | Klinker, sehr repräsentativ in neugotischen Formen, baugeschichtlich und ortsgeschichtlich von Bedeutung. Das Gebäude wurde nach Sanierung 2003 zur Stadtbibliothek umfunktioniert. | 08975115 |
| Weitere Bilder                          | Wohnhaus in halboffener Bebauung | Teichstraße 14 (Karte)                                 | Um 1900 | Klinker mit Putzgliederung, baugeschichtlich von Bedeutung | 08975185 |
| Weitere Bilder                          | Wohnhaus in offener Bebauung | Teichstraße 48 (Karte)                                 | Um 1890 | Im Schweizerstil erbaut, baugeschichtliche Bedeutung | 08975117 |
|                                         | Relief „Fuchs und Rabe im Baum“ | Teichstraße 49 (bei) (Karte)                           | Vermutlich 1970er Jahre | Relief am Eingangsgebäude zum Tierpark, künstlerisch von Bedeutung | 09301514 |
| Weitere Bilder                          | Tierplastik „Gespann“ | Teichstraße 56 (Karte)                                 | 1985 | Von Jürgen von Woyski, künstlerisch von Bedeutung | 08975849 |
| Weitere Bilder                          | Scheune | Teichstraße 94 (Karte)                                 | Mitte 19. Jahrhundert | Mit Schrotholzsockel und Fachwerkaufbau, baugeschichtliche Bedeutung im Rahmen der Volksarchitektur | 08975118 |
|                                         | Schrotholzwohnhaus | Tiergartenstraße 1 (Karte)                             | Um 1840 | Relikt ländlicher Bauweise in gewandelter Umgebung, baugeschichtlich von Bedeutung | 08975030 |
| Direkt Bild zu diesem Denkmal hochladen | Häusleranwesen | Tiergartenstraße 4 (Karte)                             | Nach 1850 | Teils Schrotholz, teils Fachwerk, baugeschichtlich von Bedeutung | 08975119 |
| Direkt Bild zu diesem Denkmal hochladen | Häusleranwesen | Tiergartenstraße 8 (Karte)                             | Um 1850 | Teils Schrotholz, baugeschichtlich von Bedeutung | 08975120 |
| Direkt Bild zu diesem Denkmal hochladen | Wohnhaus (sogenanntes Torhaus) des Tiergartens Weißwasser und Nebengebäude | Tiergartenstraße 52 (Karte)                            | Um 1850 | Baugeschichtlich und wirtschaftsgeschichtlich von Bedeutung | 08975182 |
| Direkt Bild zu diesem Denkmal hochladen | Holzhaus | Weißkeißeler Weg (Karte)                               | 1943–1945 | Sogenanntes Behelfsheim, Reichseinheitstyp des Deutschen Wohnungs-Hilfswerks (DWH), ca. 1965 hierher transloziert, einziges erhaltenes Zeugnis des Wohnungsnotprogramms gegen Ende des Zweiten Weltkrieges in Weißwasser, zeitgeschichtliche und baugeschichtliche Bedeutung sowie Seltenheitswert | 09306565 |
| Direkt Bild zu diesem Denkmal hochladen | Schrotholzscheune und Seitengebäude eines Bauernhofs | Weißkeißeler Weg 31 (Karte)                            | Um 1850 | Baugeschichtlich und wirtschaftsgeschichtlich von Bedeutung | 08975173 |
| Weitere Bilder                          | Wohnhaus in offener Bebauung | Wendensteg 9 (Karte)                                   | Um 1890 | Einfacher regionaltypischer Ziegelbau, baugeschichtlich von Bedeutung | 08975180 |
| Weitere Bilder                          | Wohnhaus in offener Bebauung | Wolfgangstraße 9 (Karte)                               | Um 1905 | Einfache regionaltypische Ziegelarchitektur, baugeschichtlich von Bedeutung | 08975123 |
| Weitere Bilder                          | Wohnhaus in offener Bebauung | Wolfgangstraße 13 (Karte)                              | Um 1905 | Einfache regionaltypische Ziegelarchitektur, baugeschichtlich von Bedeutung | 08975124 |

## Streichungen von der Denkmalliste
| Bild                                    | Bezeichnung                         | Lage                        | Datierung           | Beschreibung | ID       |
| --------------------------------------- | ----------------------------------- | --------------------------- | ------------------- | --- | -------- |
| Direkt Bild zu diesem Denkmal hochladen | Wohnhaus in offener Bebauung        | Berliner Straße 35 (Karte)  | Wohl vor 1900       | Baugeschichtlich von Bedeutung. Etwa 2013 abgerissen. | 08975187 |
| Direkt Bild zu diesem Denkmal hochladen | Transformatorenturm                 | Forster Straße (Karte)      | Um 1910             | Der Transformatorenturm befindet sich im nördlichen Teil des Geländes der ehemaligen „Gelsdorfhütte“ (vgl. 08975136). Es handelt sich bei dem durch den Reformstil geprägten Bauwerk mit einer vielfältig gegliederten Putzfassade und dem abschließenden Krüppelwalmdach möglicherweise um einen Typenbau um 1910 und damit um ein frühes Zeugnis der Elektrifizierung des Ortes. Abgesehen von verschiedenen (Durchgangs-)Isolatoren im Inneren und an der Fassade des Turmes hat sich keinerlei technische Ausstattung erhalten, dennoch bleibt die Ablesbarkeit der Funktionalität durch Wandöffnungen und Raumaufteilung im Inneren bestehen. Der Denkmalwert des Transformatorenturmes ergibt sich neben seiner Bedeutung für die Versorgungsgeschichte Weißwassers und der „Gelsdorfhütte“ auch aus seinem technik- und baugeschichtlichen Wert. Zwischen 2019 und 2024 aus der Denkmalliste gestrichen. | 09304472 |
| Direkt Bild zu diesem Denkmal hochladen | Schrotholzhaus                      | Gablenzer Weg 16 (Karte)    | Um 1850             | Baugeschichtlich von Bedeutung. 2022 oder 2023 abgerissen. | 08975043 |
| Weitere Bilder                          | Gasthaus Weidmannsruh               | Görlitzer Straße 27 (Karte) | Um 1910             | Zwischen 2014 und 2019 von der Denkmalliste gestrichen | 08975853 |
|                                         | Wohnhaus in offener Bebauung        | Kromlauer Weg 54 (Karte)    | Um 1900             | Baugeschichtlich von Bedeutung. Zwischen 2019 und 2024 aus der Denkmalliste gestrichen. | 08975163 |
| Weitere Bilder                          | Wohnhaus in offener Bebauung        | Mühlenstraße 31 (Karte)     | Bezeichnet mit 1911 | Baugeschichtliche Bedeutung. Zwischen 2019 und 2024 aus der Denkmalliste gestrichen. | 08975133 |
| Direkt Bild zu diesem Denkmal hochladen | Bärenhütte                          | Neuteichweg 4, 6, 8 (Karte) | Bezeichnet mit 1928 | Ende 2008 abgerissen | 08975169 |
| Direkt Bild zu diesem Denkmal hochladen | Wohnhaus                            | Neuteichweg 18 (Karte)      | Um 1910             | Von der Denkmalliste gestrichen | 08975168 |
| Weitere Bilder                          | Wohnhaus mit Nebengebäude           | Schulstraße 18 (Karte)      | Um 1910             | Von der Denkmalliste gestrichen | 08975848 |
| Weitere Bilder                          | Tiergarten mit Wegesystem und Allee | Teichstraße 56 (Karte)      | 1780 angelegt       | Zentraler Teil als Englischer Park mit Laubbäumen, dazu Wegeführungen im gesamten Tiergarten einschließlich der teils nur noch einseitigen, zum Park führenden Allee An der Rennbahn, Jagdforst besteht in Nadelbäumen, Tiergarten abgesteckt und angelegt als Jagdgebiet 1780, von Fürst Pückler 1830 verändert, landschaftsgestaltend und ortsgeschichtlich von Bedeutung. Zwischen 2014 und 2019 aus der Denkmalliste gestrichen. | 08975001 |
| Weitere Bilder                          | Villa                               | Uhlandstraße 7 (Karte)      | Um 1910             | Von der Denkmalliste gestrichen | 08975121 |

## Tabellenlegende
- Bild: Bild des Kulturdenkmals, ggf. zusätzlich mit einem Link zu weiteren Fotos des Kulturdenkmals im Medienarchiv Wikimedia Commons. Wenn man auf das Kamerasymbol klickt, können Fotos zu Kulturdenkmalen aus dieser Liste hochgeladen werden:
- Bezeichnung: Denkmalgeschützte Objekte und ggf. Bauwerksname des Kulturdenkmals
- Lage: Straßenname und Hausnummer oder Flurstücknummer des Kulturdenkmals. Die Grundsortierung der Liste erfolgt nach dieser Adresse. Der Link (Karte) führt zu verschiedenen Kartendiensten mit der Position des Kulturdenkmals. Fehlt dieser Link, wurden die Koordinaten noch nicht eingetragen. Sind diese bekannt, können sie über ein Tool mit einer Kartenansicht einfach nachgetragen werden. In dieser Kartenansicht sind Kulturdenkmale ohne Koordinaten mit einem roten bzw. orangen Marker dargestellt und können durch Verschieben auf die richtige Position in der Karte mit Koordinaten versehen werden. Kulturdenkmale ohne Bild sind an einem blauen bzw. roten Marker erkennbar.
- Datierung: Baubeginn, Fertigstellung, Datum der Erstnennung oder grobe zeitliche Einordnung entsprechend des Eintrags in der sächsischen Denkmaldatenbank
- Beschreibung: Kurzcharakteristik des Kulturdenkmals entsprechend des Eintrags in der sächsischen Denkmaldatenbank, ggf. ergänzt durch die dort nur selten veröffentlichten Erfassungstexte oder zusätzliche Informationen
- ID: Vom Landesamt für Denkmalpflege Sachsen vergebene, das Kulturdenkmal eindeutig identifizierende Objekt-Nummer. Der Link führt zum PDF-Denkmaldokument des Landesamtes für Denkmalpflege Sachsen. Bei ehemaligen Kulturdenkmalen können die Objektnummern unbekannt sein und deshalb fehlen bzw. die Links von aus der Datenbank entfernten Objektnummern ins Leere führen. Ein ggf. vorhandenes Icon  führt zu den Angaben des Kulturdenkmals bei Wikidata.

## Ausführliche Denkmaltexte
1. ↑  Der Bahnhof Weißwasser befindet sich an der zwischen 1866 und 1867 durch die Berlin-Görlitzer Eisenbahn-Gesellschaft erbauten Bahnstrecke Berlin–Görlitz und wurde Ende des Jahres 1867 eröffnet. Für den wirtschaftlichen Aufschwung der zwar reich an Ton-, Quarzsand-, Holz- und Kohlevorkommen, aber relativ abgelegenen Region war diese verkehrstechnische Erschließung der Schlüssel. Erst durch die Eisenbahnanbindung konnte sich Weißwasser zu einem Zentrum der Glasmacherindustrie entwickeln. Daher kann dem Bahnhof eine stadt- und industriegeschichtliche Bedeutung zugesprochen werden. Das Empfangsgebäude weist zudem trotz baulicher Veränderungen der Eingangssituation eine große gestalterische Ähnlichkeit mit den Empfangsgebäuden der ebenfalls an der Berlin-Görlitzer Strecke befindlichen Bahnhöfe in Spremberg und Königs Wusterhausen (Brandenburg) auf. Da alle Gebäude durch dieselbe Gesellschaft erbaut wurden, kann von einer einheitlichen Gestaltungsvorgabe für die größeren Bahnhöfe dieser Strecke ausgegangen werden. Daher ist das Empfangsgebäude in Weißwasser nicht nur in baugeschichtlicher Hinsicht, sondern auch als Ausdruck einer frühen „Corporate Identity“ von Bedeutung. Da das Empfangsgebäude von Königs Wusterhausen in dieser Form erst 1893 erbaut wurde und einen Vorgängerbau in Fachwerkbauweise von 1865/1866 ersetzte, liegt der Schluss nahe, dass auch das vorliegende Empfangsgebäude aus den 1890er Jahren stammt und an die Stelle eines kleineren Bahnhofsgebäudes von 1869 trat.

Von eisenbahn- und technikgeschichtlicher Bedeutung ist der Bahnhof Weißwasser schließlich als verhältnismäßig kleine, aber gut ablesbare Betriebsanlage für den Personen- und  Gütereisenbahnverkehr. So sind hier die verschiedenen baulich-technischen Funktionseinheiten erhalten, die für die Betriebsabläufe in einem Bahnhof mit Lokomotivstation im 19. und beginnenden 20. Jahrhundert notwendig waren. Da Dampflokomotiven zu dieser Zeit einen bestimmten Heimatstandort hatten und im Gegensatz zu den Wagen meist nur auf eng begrenzten Strecken fuhren, wurden abseits der größeren Bahnbetriebswerke kleinere Wartungsstationen benötigt. So dokumentieren der Ringlokschuppen, die Gleiszuführung zu den dortigen Lokomotivständen mitsamt gut erhaltener Drehscheibe und die Anlagenreste der Bekohlungsanlage, des Wasserkrans sowie der Entschlackungsanlagen die grundlegendsten Betriebseinheiten zur Wartung und Verbrauchsstoffversorgung von Dampflokomotiven.

Die Dimensionen von Drehscheibe und Lokschuppen lassen zudem Rückschlüsse auf die Größe der Lokomotiven zu, die noch nach 1914 um Weißwasser herum zum Einsatz kamen. So waren bereits ab 1906 Drehscheiben-Durchmesser von 20 Metern technisch möglich, dennoch wurde die 1914 erbaute Drehscheibe nur mit einem Durchmesser von ca. 18 Metern ausgeführt. Auch nach mindestens einer Erweiterung konnte der 24 Meter tiefe Lokschuppen aufgrund des einzuhaltenden Abstands von 2 Metern zu jeder Endwand maximal 20 Meter lange Lokomotiven behausen. Der Achsstand der (Schlepptender-)Lokomotiven musste allerdings aufgrund der Drehscheibenabmessungen zwingend unter 18 Metern bleiben.

Die zwei vollständig erhaltenen Wasserkräne des Eisenwerks Schafstädt sind hingegen Sachzeugnisse für das notwendige Kesselnachfüllen bei Dampflokomotiven während ihres temporären Aufenthalts am Bahnhof. Sie stehen in funktionaler Beziehung mit dem ebenfalls am Bahnhof erhaltenen Wasserturm (Einzeldenkmal 08975012). Auch wenn sich bis heute noch mehrere dieser technischen Einrichtungen auf sächsischen Bahnhöfen erhalten haben, sind sie als mitunter letzte und auffälligste, in ihrer heutigen Funktionslosigkeit beinahe skulpturale Sachzeugnisse der Ära der Dampflokomotiven. Die zwei Stellwerke des Bahnhofs Weißwasser schließlich sind nicht nur letzte Sachzeugnisse für das einst vor Ort vorgenommene Stellen der Weichen und Signale, sondern stehen auch für die architektonische Weiterentwicklung einer an der Funktion zu orientierenden Bauaufgabe. Lassen sich am Stellwerk 1 noch Gestaltungsideen des Heimatschutzes ablesen, ist das Stellwerk 3 ein schlichter, aber qualitätvoller Funktionsbau aus der Zeit der Sachlichkeit.

Am Erhalt der genannten Betriebsanlagen des Bahnhofs Weißwasser besteht aufgrund des hohen wissenschaftlich-dokumentarischen Wertes, aber auch des Erlebnis- und Erinnerungswertes für die Zeit des Eisenbahnverkehrs mit Dampflokomotiven ein hohes öffentliches Interesse.
2. ↑  Neufert-Bau:

Bei dem sechsgeschossigen Funktionsbau handelt es sich um einen Entwurf des am Bauhaus in Weimar ausgebildeten und in enger Zusammenarbeit mit Walter Gropius tätigen Architekten Ernst Neufert, der 1934 bis 1944 Hausarchitekt der Vereinigten Lausitzer Glaswerke war. Neuferts Suche nach Rationalisierungsmöglichkeiten im Bauwesen, die neben dem Entwurf eines seriellen Einfamilienhauses für sich selbst am Beginn seiner Karriere vor allem zu dem bis heute gültigen Standardwerk „Bauentwurfslehre“ geführt hat, prägt auch die Fassade des Lagerhauses in Weißwasser. Die Funktionalität des tragenden Stahlskeletts ist nicht nur in der Fassade sichtbar gemacht, sondern dient ihr als grundsätzliches Ordnungssystem. Eine beliebig nach oben und zur Seite erweiterbare Reihung gleichartiger Backsteinfelder prägt die Erscheinung des Gebäudes. Jedes Feld besitzt eine Lichtöffnung an gleicher Stelle, lediglich die Feldgröße variiert an wenigen Stellen vermutlich aufgrund innerer Notwendigkeiten. Das wenig überstehende Dach hatte erkennbar nur Wetterschutzfunktion. Ein durchgehendes Lichtband mit Glasbausteinen am Nordgiebel sowie in veränderter Form auch am Südgiebel zeigt den Ansatz einer gestalterischen Akzentuierung. Rückwärtig nutzt das Speichergebäude Bausubstanz einer älteren Fabrikanlage, deren gelbe Klinker bis zur Oberkante des Erdgeschosses in den Neubau einbezogen worden sind. Das Innere ist geprägt durch ein eng gestelltes Stahlstützenraster, auf dem Unterzüge mit dazwischen gespannten Systemdecken in Stahlbetonbauweise mit untergesetzter Ziegelschalung ruhen. Das Lagerhaus wurde zwischen 1935 und 1937 auf einem Gelände errichtet, auf dem sich zuvor ein nicht mehr genutztes und in Folge abgebrochenes Glasofengebäude der Vereinigten Lausitzer Glaswerke befand. Nach dem Zweiten Weltkrieg entstanden Büroräume in dem ehemaligen Lagerhaus, in denen zunächst die Hauptgeschäftsstelle der Handelsorganisation des Kreises Weißwasser untergebracht war. Ab 1952 nutzte die Geschäftsstelle der Vereinigung der gegenseitigen Bauernhilfe/Bäuerliche Handelsgenossenschaft die Räumlichkeiten. Später zogen die Großhandelsverwaltung des Konsum-Vereins und das Polizeirevier der Stadt Weißwasser ein, seit 1990 steht das Gebäude leer. Es stellt seiner Entstehungszeit in den späteren 1930er Jahren ein bedeutendes Beispiel des Fabrikbaus in der Zeit des Nationalsozialismus dar. Nach der seinerzeit propagierten Architekturtheorie waren die Zweckbauten der Produktion der einzige Bereich, in welchem die sachliche Architektursprache des Bauhauses und seiner Nachfolge eine Berechtigung hatte. Das Gebäude ist zudem eng mit der Entwicklung der örtlichen Glasindustrie verwoben und weist mit seiner markanten Lage im Stadtgebiet auf diese historische Bedeutung hin.
3. ↑  Gelsdorfhütte:

Das ruinöse Hüttengebäude aus Ziegelmauerwerk und teils erhaltenem Satteldach sowie Resten der einstigen technischen Ausstattung im Inneren weist an den Giebelseiten eine baukonstruktive Besonderheit auf. Hier wurden die für die Öfen im Inneren des Gebäudes notwendigen Essen als Lisenen in die Giebelmauern integriert und gliedern neben vielfältigen Gesimsen und Zahnfriesen die großen Fassadenflächen dadurch optisch ansprechend. Verstärkt wird dies durch die Zweifarbigkeit der verwendeten Ziegel, so bestehen die Lisenen aus gelben und die zurückgesetzten Fassadenflächen aus roten Ziegeln. Die Essenköpfe bilden zudem eine Art Treppengiebel aus. Der zentrale Glasofen im Inneren wurde nur zum Teil abgetragen, auch die Wagenzug- und Temperöfen an beiden Giebelseiten und die zugehörigen Gleise sind im Wesentlichen noch vorhanden.

Am nördlichen Giebel schließt sich ein analog zum Hüttengebäude gestalteter Anbau mit Pultdach an, welcher ursprünglich Gemengekammer und Einbindestube beherbergte. Ein 1919 in westlicher Richtung angefügter Erweiterungsbau aus gelben Ziegeln, ursprünglich versehen mit einem flachen Satteldach, diente als Lagergebäude.

An der Südseite des Lagergebäudes befindet sich ein rundgemauerter Ziegelschornstein mit quadratischem Sockel, dessen Krone im Zuge von Sicherungsmaßnahmen in der jüngeren Vergangenheit abgetragen wurde. Gestalterisch zeichnet er sich durch ein den Schaft aus gelben Ziegeln spiralförmig umlaufendes Band aus dunklen Ziegeln aus.

Westlich des Hüttengebäudes befinden sich die Reste der Gaserzeugungsanlage. Dessen Gebäudehülle ist im oberirdischen Bereich bis auf die Umfassungsmauern und die Erdgeschossdecke verfallen, die technischen Anlagen sind allerdings noch in gut ablesbarem Zustand erhaltenen, so etwa die Beschickungstrichter in der Erdgeschossdecke oder die fünf Treppenrost-Generatoren im darunterliegenden Anlagenniveau. Von der Gaserzeugungsanlage führen die unter einer Schüttung verborgenen gemauerten Gasleitungskanäle zum Hüttengebäude hinüber.

Als älteste Glashütte Weißwassers war die sogenannte „Gelsdorfhütte“ Ausgangspunkt der Entwicklung Weißwassers zu einem weltweit bedeutenden Zentrum industrieller Glasherstellung und von weist damit eine hohe industrie-, stadt- und regionalgeschichtliche Bedeutung auf. Die Siemens-Treppenrostanlage ist zudem von technikgeschichtlicher Bedeutung und besitzt deutschlandweit Seltenheitswert. Aufgrund ihrer zeittypisch gestalteten, aber mit funktionalen Raffinessen versehenen Gebäudehülle hat die Produktionshalle weiterhin eine baugeschichtliche Relevanz. Insgesamt ist der „Gelsdorfhütte“ trotz ihres ruinösen Zustands, der die städtebauliche Dominanz des Komplexes keineswegs einschränkt, ein hoher Erlebnis- und Erinnerungswert zuzusprechen, dessen weiterer Erhalt im öffentlichen Interesse liegt.

Geschichte der Gelsdorfhütte:

Die erste Glashütte Weißwassers – im Volksmund daher später die „Älteste“ genannt – wurde 1872 unter dem Namen „Zwahr, Neubauer & Co.“ von Görlitzer Kaufleuten gegründet, musste aber bereits 1876 wieder Konkurs anmelden. 1877 trat Wilhelm Gelsdorf, ein aus Schlesien stammender Glashüttenmeister und Unternehmer, der Hütte als Teilhaber bei, die nun unter „Gelsdorf, Neubauer & Co.“ firmierte. Er verwandelte das Unternehmen in einen modernen Glasfertigungsbetrieb und führte zur Befeuerung der vorhandenen Glasöfen als einer der ersten die Regenerativgasfeuerung mit Braunkohle in Form eines Siemens-Treppenrostgenerators ein.

Nachdem in der Glashütte anfangs Tafelglas für Fenster, Pariser Lampenschirme und verschiedene Hohlglasprodukte hergestellt wurden, beinhaltete das Sortiment des nun „Gelsdorfhütte“ genannten Unternehmens zudem Beleuchtungskörper sowie Zylinder für Petroleum- und Gasbeleuchtungsanlagen. Absatzmarkt war dabei zunächst Berlin, mit der Einheirat des Hamburger Glasgroßhändlers Adolf Ladiges in die Familie Gelsdorf 1885 konnten auch weitere Märkte erschlossen werden. 1892 übernahm Gelsdorf das anwachsende Unternehmen vollständig und änderte den Firmennamen in „Glaswerke Wilhelm Gelsdorf & Co.“ um. Gelsdorfs Sohn Edmund trat dem Unternehmen 1905 als kaufmännischer und technischer Leiter bei. Zu dieser Zeit produziert die Glashütte als Massenware (Zylinder-)Glasartikel für Petroleum-, Gas- oder elektrischer Beleuchtung, fertigte aber auch speziellere Glaswaren, etwa Kelchgarnituren, Bechersätze, Bierseidel, Krüge und Karaffen, Flacons oder Tintengläser, und bot dazu verschiedene Glasveredelungsarten an, wie z. B. Gold- und Silberdrucke, Sandstrahldekore, Schliffe, Gravierungen, Bemalungen oder Ätzungen.

Mit dem Tod Wilhelm Gelsdorfs 1908 übernahm zunächst seine Witwe Emilie die Geschäftsleitung, bevor mit ihrem Tod 1916 Sohn Edmund leitender Gesellschafter des bereits seit 1911 als „Glaswerke Gelsdorf GmbH Weißwasser O/L“ firmierenden Unternehmens wurde. Die Betriebseinschränkungen des Ersten Weltkriegs konnte die „Gelsdorfhütte“ rasch überwinden und war schließlich 1922 drittgrößte Glashütte Weißwassers. Während des Zweiten Weltkriegs wirkte sich Edmund Gelsdorfs kritische Einstellung gegenüber der NSDAP negativ auf das Unternehmen aus. So erhielt es im Gegensatz zu anderen Glashütten kaum Fertigungsaufträge für kriegsrelevante Glasprodukte, wie z. B. Glaskörper für Landminen. 1943 wurde zudem ein zuvor erworbener Vollautomat für die Glasherstellung beschlagnahmt und einer anderen Glashütte zugeschlagen. Zusammen mit dem Wegbrechen des internationalen Absatzes führte dies letztlich zur Stilllegung der „Gelsdorfhütte“ im Jahr 1944.

Nach Kriegsende wurde die weitestgehend intakte Glashütte in Volkseigentum überführt und dem „VEB Oberlausitzer Glashüttenwerke“ angegliedert. Nach einer kurzen Nutzungsperiode als Lehrbetrieb folgte 1966 die endgültige Stilllegung der Öfen und ein Abbruch der Ofengebäude 2 und 3. Das Areal ist heute einerseits durch die lange Zeit fehlender Nutzung und Rückeroberung durch die Vegetation als auch durch die Schäden, die 2007 durch den Orkan Kyrill vor allem an den Dacheindeckungen verursacht wurden, geprägt.
4. ↑  Holzhaus Weißkeißeler Weg:

Sogenanntes Behelfsheim, ca. 1965 hierher transloziert, einziges erhaltenes Zeugnis des Wohnungsnotprogramms des Zweiten Weltkrieges in Weißwasser, zeitgeschichtliche und baugeschichtliche Bedeutung sowie Seltenheitswert. Holzpaneelbau (Holzwolle-Gips-Leichtbauplatten) von etwa 20 m² Grundfläche (5,10 × 4,10m), Teilung innen in zwei Räume im Verhältnis von 60:40, zentraler Eingang, flankiert von je einer Fensteröffnung mit Schlagläden, längs verbretterte Außenwände, flach geneigtes, nach vorn weit überstehendes Pultdach. Originalbestand etwa 90 Prozent, das Wand-Öffnungs-Verhältnis weicht etwas vom Projektbau ab. Prinzip der Doecker-Baracke, Ähnlichkeit mit dem Serienhaus „Der kleine Christoph“ der Nieskyer Firma Christoph & Unmack. Dieses Behelfsheim verkörpert den Reichseinheitstyp 001 (des Deutschen Wohnungs-Hilfswerks des Reichswohnungskommissars Robert Ley), der zur Behebung der Wohnungsnot durch Ausbombung dienen sollte und ab 1943 von Paul Spiegel von der Deutschen Akademie für Wohnungswesen, einem Konkurrenten Ernst Neuferts, entworfen wurde. Der deutschlandweit geplante Aufbau von einer Million dieser Behelfsheime blieb bei ca. 77.000 stecken. Sie sollten in Gruppen von ca. 20 Exemplaren zusammen stehen und intensive Gartennutzung beinhalten. Eine solche Siedlung stand in Weißwasser an der Neuen Heide, in der auch dieses Haus, vermutlich im Sommer 1944, aufgestellt wurde.